# Maggie Dence
Maggie Dence, född 1 februari 1942 i Victoria, Australien, är en australisk skådespelare. Hon är känd som Rose Sullivan i The Sullivans och Dorothy Burke i Grannar. I Kvinnofängelset spelar hon den ondskefulla psykopaten Bev "The Beast" Baker.